# Felipe Augusto de Almeida Monteiro
Felipe Augusto de Almeida Monteiro, noto semplicemente come Felipe (Mogi das Cruzes, 16 maggio 1989), è un ex calciatore brasiliano, di ruolo difensore.

## Caratteristiche tecniche
È un difensore centrale.
Calciatore grintoso e roccioso: queste caratteristiche, spesso, lo portano a commettere interventi ruvidi, talvolta fallosi.

## Carriera

### Club
Dopo l'esordio con l'União Mogi e l'esperienza con il Bragantino, passa al Corinthians, dove resta quattro anni vincendo numerosi titoli nazionali e internazionali. Nel 2016 approda in Europa per giocare con il Porto. In Portogallo trascorre tre stagioni, prima di essere acquistato dall'Atlético Madrid. Il 25 agosto 2019 esordisce con i madrileni in occasione della partita di campionato vinta per 1-0 contro il Leganés. L'11 dicembre 2019 realizza il primo gol ufficiale con la maglia dell'Atlético, segnando la rete del definitivo 2-0 contro la Lokomotiv Mosca in UEFA Champions League. Il 19 marzo 2022 gioca la sua centesima partita con la maglia dell'Atlético.. Nel gennaio 2023 passa al Nottingham Forest.

### Nazionale
Nel settembre 2018 ha esordito con il Brasile, in un'amichevole contro El Salvador.
Viene selezionato dal CT Tite per la Coppa America 2021. Il 28 giugno, al termine della fase a gironi, rimedia un infortunio al ginocchio e viene sostituito da Léo Ortiz.

## Statistiche

### Presenze e reti nei club
Statistiche aggiornate al 19 maggio 2024.
| Stagione                  | Squadra                   | Campionato                | Campionato | Campionato | Coppe nazionali | Coppe nazionali | Coppe nazionali | Coppe continentali | Coppe continentali | Coppe continentali | Altre coppe | Altre coppe | Altre coppe | Totale | Totale | Totale |
| Stagione                  | Squadra                   | Comp                      | Pres       | Reti       | Comp            | Pres            | Reti            | Comp               | Pres               | Reti               | Comp        | Pres        | Reti        | Pres   | Reti   |        |
| ------------------------- | ------------------------- | ------------------------- | ---------- | ---------- | --------------- | --------------- | --------------- | ------------------ | ------------------ | ------------------ | ----------- | ----------- | ----------- | ------ | ------ | ------ |
| 2011                      | Bragantino                | A1/SP+B                   | 1+33       | 0+1        |                 | -               | -               |                    | -                  | -                  |             | -           | -           | 34     | 1      |        |
| 2012                      | Corinthians               | A1/SP+A                   | 1+3        | 0+0        | CB              | 0               | 0               | CL                 | 0                  | 0                  |             | -           | -           | 4      | 0      |        |
| 2013                      | Corinthians               | A1/SP+A                   | 6+6        | 1+0        | CB              | 1               | 0               | CL                 | 1                  | 0                  | RS+CMC      | 0           | 0           | 14     | 1      |        |
| 2014                      | Corinthians               | A1/SP+A                   | 5+11       | 0          | CB              | 2               | 1               |                    | -                  | -                  |             | -           | -           | 18     | 1      |        |
| 2015                      | Corinthians               | A1/SP+A                   | 11+26      | 1+1        | CB              | 2               | 0               | CL                 | 9                  | 2                  |             | -           | -           | 48     | 4      |        |
| 2016                      | Corinthians               | A1/SP+A                   | 12+7       | 2+0        | CB              | 0               | 0               | CL                 | 7                  | 0                  |             | -           | -           | 26     | 2      |        |
| Totale Corinthians        | Totale Corinthians        | Totale Corinthians        | 35+53      | 4+1        |                 | 5               | 1               |                    | 17                 | 2                  |             | -           | -           | 110    | 8      |        |
| 2016-2017                 | Porto                     | PL                        | 32         | 2          | TP+TL           | 1+2             | 0               | UCL                | 10                 | 1                  |             | -           | -           | 45     | 3      |        |
| 2017-2018                 | Porto                     | PL                        | 30         | 3          | TP+TL           | 4+3             | 0               | UCL                | 7                  | 1                  |             | -           | -           | 44     | 4      |        |
| 2018-2019                 | Porto                     | PL                        | 31         | 1          | TP+TL           | 7+4             | 2+0             | UCL                | 10                 | 1                  | ST          | 1           | 0           | 53     | 4      |        |
| Totale Porto              | Totale Porto              | Totale Porto              | 93         | 6          |                 | 21              | 2               |                    | 27                 | 3                  |             | 1           | 0           | 142    | 11     |        |
| 2019-2020                 | Atlético Madrid           | PD                        | 25         | 1          | CR              | 1               | 0               | UCL                | 8                  | 1                  | SS          | 2           | 0           | 36     | 2      |        |
| 2020-2021                 | Atlético Madrid           | PD                        | 31         | 0          | CR              | 2               | 0               | UCL                | 5                  | 0                  | -           | -           | -           | 38     | 0      |        |
| 2021-2022                 | Atlético Madrid           | PD                        | 26         | 2          | CR              | 2               | 0               | UCL                | 7                  | 0                  | SS          | 0           | 0           | 35     | 2      |        |
| 2022-gen. 2023            | Atlético Madrid           | PD                        | 3          | 0          | CR              | 0               | 0               | UCL                | 1                  | 0                  | -           | -           | -           | 4      | 0      |        |
| Totale Atlético Madrid    | Totale Atlético Madrid    | Totale Atlético Madrid    | 85         | 3          |                 | 5               | 0               |                    | 21                 | 1                  |             | 2           | 0           | 113    | 4      |        |
| gen.-giu. 2023            | Nottingham Forest         | PL                        | 16         | 0          | FACup+CdL       | 0+0             | 0+0             | -                  | -                  | -                  | -           | -           | -           | 16     | 0      |        |
| 2023-2024                 | Nottingham Forest         | PL                        | 7          | 0          | FACup+CdL       | 2+0             | 0+0             | -                  | -                  | -                  | EFL Trophy  | 1           | 0           | 10     | 0      |        |
| Totale Nottingham Forrest | Totale Nottingham Forrest | Totale Nottingham Forrest | 23         | 0          |                 | 2               | 0               |                    | -                  | -                  |             | 1           | 0           | 26     | 0      |        |
| Totale carriera           | Totale carriera           | Totale carriera           | 323        | 15         |                 | 33              | 3               |                    | 65                 | 6                  |             | 4           | 0           | 425    | 24     |        |

### Cronologia presenze e reti in nazionale
| Cronologia completa delle presenze e delle reti in nazionale ― Brasile | Cronologia completa delle presenze e delle reti in nazionale ― Brasile | Cronologia completa delle presenze e delle reti in nazionale ― Brasile | Cronologia completa delle presenze e delle reti in nazionale ― Brasile | Cronologia completa delle presenze e delle reti in nazionale ― Brasile | Cronologia completa delle presenze e delle reti in nazionale ― Brasile | Cronologia completa delle presenze e delle reti in nazionale ― Brasile | Cronologia completa delle presenze e delle reti in nazionale ― Brasile |
| Data                                                                   | Città                                                                  | In casa                                                                | Risultato                                                              | Ospiti                                                                 | Competizione                                                           | Reti                                                                   | Note                                                                   |
| ---------------------------------------------------------------------- | ---------------------------------------------------------------------- | ---------------------------------------------------------------------- | ---------------------------------------------------------------------- | ---------------------------------------------------------------------- | ---------------------------------------------------------------------- | ---------------------------------------------------------------------- | ---------------------------------------------------------------------- |
| 12-9-2018                                                              | Landover                                                               | Brasile                                                                | 5 – 0                                                                  | El Salvador                                                            | Amichevole                                                             | -                                                                      | 46’ 71’                                                                |
| 9-10-2020                                                              | San Paolo                                                              | Brasile                                                                | 5 – 0                                                                  | Bolivia                                                                | Qual. Mondiali 2022                                                    | -                                                                      | 77’                                                                    |
| Totale                                                                 |                                                                        | Presenze                                                               | 2                                                                      |                                                                        | Reti                                                                   | 0                                                                      |                                                                        |

## Palmarès

### Club

#### Competizioni statali
- Campionato paulista: 1

Corinthians: 2013

#### Competizioni nazionali
- Campionato brasiliano: 1

Corinthians: 2015
- Campionato portoghese: 1

Porto: 2017-2018
- Supercoppa di Portogallo: 1

Porto: 2018
- Campionato spagnolo: 1

Atletico Madrid: 2020-2021

#### Competizioni internazionali
- Coppa Libertadores: 1

Corinthians: 2012
- Recopa Sudamericana: 1

Corinthians: 2013
- Coppa del mondo per club: 1

Corinthians: 2013